# Ligamento anular del estribo
El Ligamento anular del estribo es un anillo de tejido fibroso que conecta la base del estribo a la ventana oval del oído interno.
La calcificación y endurecimiento del ligamento anular del estribo (otosclerosis) es una causa común de sordera en el adulto.
Se conoce como ligamento de Rudinger, es laxo y permite a la platina del estribo desplazarse adentro y afuera en la ventana oval.